# Разпятие
Разпятие е кръст с изображение на Исус Христос върху него, за разлика от обикновен кръст. Повечето разпятия го изобразяват на латински кръст, а не на друга форма, като тау кръст или коптски кръст. Разпятието подчертава жертвата на Исус – смъртта му чрез разпъване на кръст, което според християните е довело до изкуплението на човечеството.

Разпятието е основен символ за много групи християни и една от най-често срещаните форми на представяне в изкуството на разпването на Исус. Особено важно е в латинския обред на Католическата църква, но се използва и в Православната църква, повечето нехалкедонски църкви (с изключение на Арменската и Сирийската църква) и източнокатолическите църкви, както и от Лутеранската, Моравската и Англиканската църкви. Символът е по-рядко срещан в църквите на други протестантски деноминации. В Асирийската източна църква и в Арменската апостолическа църква предпочитат да използват кръст без фигурата на Исус.
Цяла картина на разпъването на Исус, включваща пейзажен фон и други фигури не е разпятие. Всъщност строго погледнато, за да бъде едно изображение на Христос върху кръста разпятие, то трябва да е отличимо триизмерно, но това разграничение невинаги се спазва. Западните разпятия обикновено имат триизмерно тяло на Исус, но в източното православие то обикновено е изрисувано на кръста или е само релеф.

## Галерия
- Ръчно разпятие
- Разпятие в църква, с оброчни свещи.
- Руско православно разпятие, месинг
- Руско православно разпятие, 19 – началото на 20 век
- Православно разпятие във Вилнюс, Литва
- Разпятие, ок. 1795–1862, Бруклински музей, САЩ
- Лутеранско разпятие с портрет на Мартин Лутер в църквата "Свети Георги" в Имелдорф, Германия
- Триумфално разпятие в църквата Наантали в Наантали, Финландия
- Голямо разпятие в Джакарта, Индонезия
- Разпятие след Втората световна война в съдебна зала в Нюрнберг, Германия
- Разпятие гледа към фонтан в англиканското светилище на Дева Мария от Уолсингам, Англия
- Разпятие на амвона в Кентърбърийската катедрала, Англия
- Олтар на катедралата на Христовата църква, Оксфорд, Англия
- Разпятие в катедралата "Св. Йоан Кръстител", Савана, САЩ